# 日本海棠
日本海棠（學名：Chaenomeles japonica）俗称日本木瓜、倭海棠、草木瓜，为蔷薇科木瓜海棠属矮灌木。

## 扩展阅读
- 維基物種上的相關：日本海棠